# Justify My Love
Justify My Love is een lied van Madonna, het eerste van twee nieuwe nummers op haar eerste Greatest Hits-album "The immaculate collection" uit 1990. Het nummer bereikte de nummer 4 in de top 40 en was een nummer 1-hit in Amerika.

## Achtergrondinformatie
"Justify My Love" betekende een muzikale trendbreuk voor Madonna. Tot die tijd scoorde ze vooral hits met helder geproduceerde dansnummers. "Justify My Love" laat een veel donkerder geluid horen waarbij het grootste deel van de tekst niet gezongen maar gesproken wordt, een sfeer die ook terug te vinden is op haar latere album "Erotica" uit 1992.
Het nummer is geschreven door Lenny Kravitz en Ingrid Chavez, met aanvullingen door Madonna. Aanvankelijk werd Ingrid Chavez niet vermeld maar na een rechtszaak werd dit aangepast.
Verder bevat het nummer een sample van het nummer "Security of the First World" van rap-groep Public Enemy wat weer gebaseerd is op "The Funky Drummer" van James Brown.
Op de cd single van "Justify My Love" is "The Beast Within Mix" te vinden, een sterk aangepaste versie van "Justify My Love" waarin Madonna teksten uit de Bijbel voordraagt, uit het boek "Openbaringen". Deze mix wordt gebruikt als dans-intermezzo tijdens haar Girlie Show-wereldtournee, en als openingsnummer van haar Re-Invention Tour.

## Videoclip
De clip van "Justify My Love" werd geregisseerd door Jean-Baptiste Mondino, met wie Madonna eerder al werkte, o.a. voor Open your heart. Het filmpje deed nogal wat stof opwaaien door de seksueel expliciete scènes , waarin Madonna kust met een vrouw (Debi Mazar) en met haar toenmalige vriend, fotomodel Tony Ward.
Omdat MTV de video weigerde uit te zenden, besloot Madonna om het nummer uit te brengen op video-single. Het werd de best verkochte video-single ooit.